# 北海道道361号尺別尺別停車場線

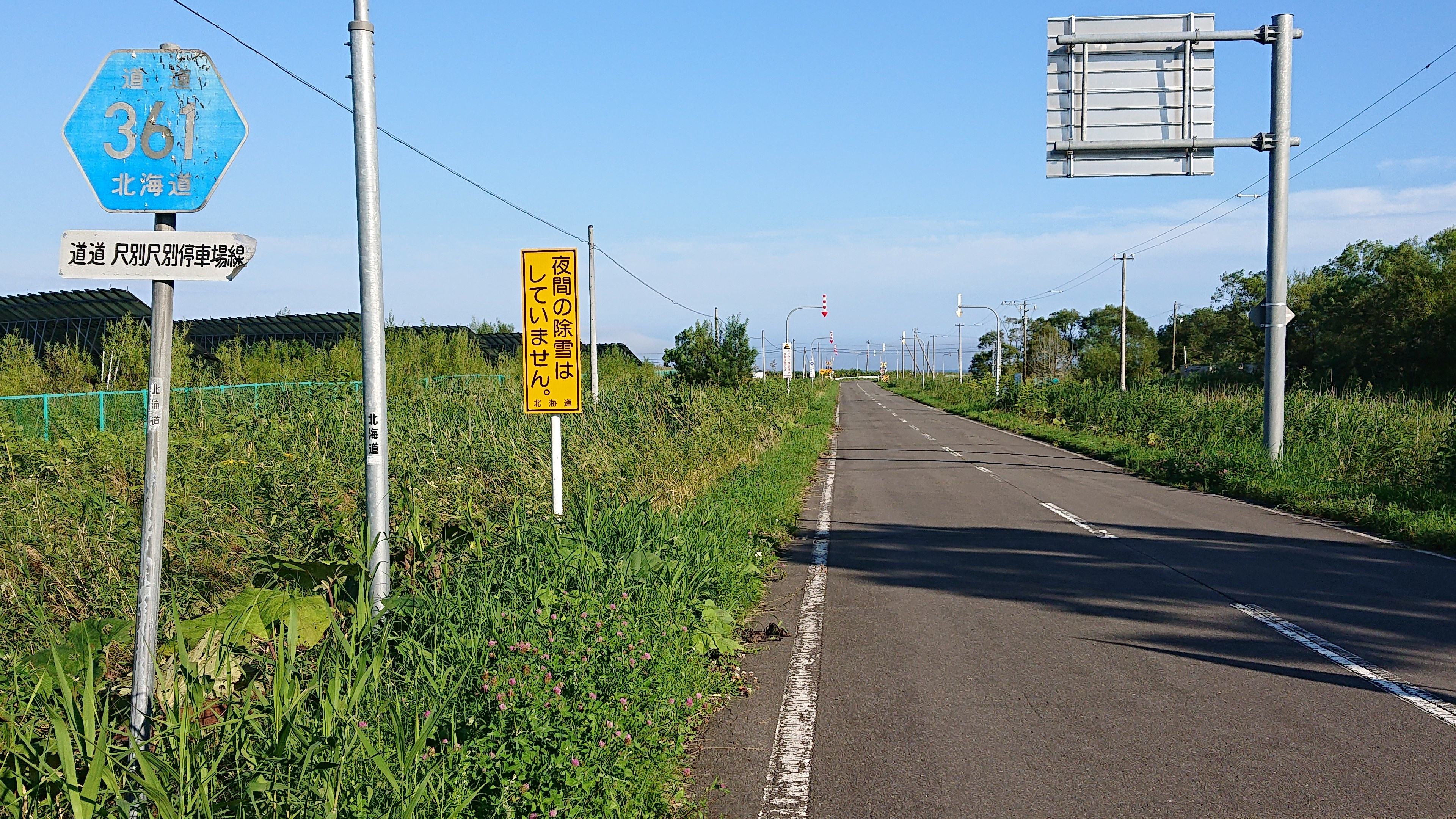
北海道道361号尺別尺別停車場線（音別町尺別）

北海道道361号尺別尺別停車場線（ほっかいどうどう361ごう しゃくべつしゃくべつていしゃじょうせん）は、北海道釧路市内を結ぶ一般道道である。尺別川に沿って走る。

## 概要
起点の旧雄別鉄道尺別炭山駅付近は、既に藪に覆われ道路としての機能は損なわれている。また、終点であった根室本線尺別駅は2019年（平成31年）3月16日に廃止され尺別信号場となった。

### 路線データ
- 起点：北海道釧路市音別町尺別
- 終点：北海道釧路市音別町尺別（JR 根室本線 尺別信号場）
- 実延長：11.2km

## 歴史
- 1961年（昭和36年）3月31日 路線認定[1]。

## 地理

### 通過する自治体
- 釧路総合振興局
  - 釧路市

### 主な接続道路
釧路市
- 国道38号 - 音別町尺別原野東１線

### 沿線にある施設など
釧路市
- JR 根室本線 尺別信号場
- 映画「ハナミズキ」紗枝の家